# Авитохол
Авитохол (болг. Авитохолъ) — первый легендарный правитель булгар и мифический родоначальник династии Дуло.

## Биография
Хан Авитохол упоминается в одном источнике — «Именнике болгарских ханов» (считается самым ранним историческим памятником болгар). Он является первым в списке правителем булгарского народа. Согласно «Именнику», Авитохол происходил из рода Дуло и жил 300 лет. По расчётам В. Златарского, его правление могло быть между 146 и 437 годами.
Многие исследователи отождествляют Авитохола с Аттилой, а следующего после Авитохола по списку «Именника» правителя Ирника — с Эрнаком, сыном Аттилы. Р. Рашев считает, что предыстория, как она показана в «Именнике», делится на два периода: азиатский, связанный с именем Авитохола, и европейский, связанный с Ирником.
Имя Аттилы (точнее прозвище), этимологизированное на тюркской (древнебулгарской) почве должно звучать как *Awat-tili (Авитохол) и означать дословно ‘яростно (желчно)-бешеный (безумный).